# منطقه کلان‌شهری کلمبوس، اوهایو
منطقه کلان‌شهری کلمبوس (به انگلیسی: Columbus metropolitan area) یک منطقه کلان‌شهری در ایالات متحده آمریکا است که در اوهایو واقع شده‌است. منطقه شهری کلمبوس ۲٬۰۲۱٬۶۳۲ نفر جمعیت دارد.